# Revercourt
Revercourt är en kommun i departementet Eure-et-Loir i regionen Centre-Val de Loire strax norr om centrala Frankrike. Kommunen ligger i kantonen Brezolles som tillhör arrondissementet Dreux. År 2022 hade Revercourt 25 invånare.

## Befolkningsutveckling
Antalet invånare i kommunen Revercourt
Referens:INSEE